# Asef Soltanzadeh
Mohammad Asef Soltanzadeh (født maj 1964 i Kabul) er en afghansk forfatter, der nu bor i Danmark.
Under den russiske besættelse af Afghanistan flygtede han i 1986 til Iran hvor han boede i en årrække. Her skrev han en række noveller og skuespil, der vakte både litterær opmærksomhed, og religiøs vrede. I 2002 blev han anerkendt som FN kvoteflygtning og fik opholdstilladelse i Danmark, hvor han har boet siden. Asef Soltanzadeh har udgivet værker på farsi og fransk, og på dansk en novellesamling med titlen Mennesker på flugt med historier om, hvordan krigen i Afghanistan har påvirket landet og menneskene.
I Iran har Asef Soltanzadeh modtaget en prestigefyldt litterær pris, Golshiri-prisen og i Danmark modtog han i 2003 Dansk Flygtningehjælps kunstnerpris. 

## Værker

### Noveller
- Novellesamlingen "Du, som her ikke er dit hjemland", Agah, Teheran (2000).
- Novellesamlingen "Desertør"(2006), Agah, Teheran. udgivet på dansk på forlaget Vandkunsten, Danmark (2009).
- Novellesamlingen "Nu Danmark" (2005), Nilofar, Teheran.
- Novellesamlingen "Nytårsfesten kan kun nydes i Kabul" (2003), Markaz, Teheran.
- Novellesamlingen "Mennesker på flugt", (2005) udgivet på dansk på forlaget Per Kofod, på fransk på Actes Sud (okt 2002), på italiensk på forlaget Alminate (sep 2002) og (2000) på persisk på forlaget Agah, Teheran, på kurdisk (2011) på forlaget Dazgai Vargiran, på arabisk (2013), på engelsk (2013), på forlaget H&S. og på tjekkisk (2022).

### Romaner
- "Processen" (2024), Nashre Ney, Iran.
- "Den sidste nadver" (2023, Amiri, Afghanistan.
- ”Den giftige jord" (2017), Bita Book, Danmark.
- "De bronze Tyre” (2014), Bita Book, Danmark.
- ”Alas Mullah Omar” (2013), Bita Book, Danmark, på arabisk (2022).
- ”Biografmanden fra Noqrah” (2012), Bita Book, Danmark, (2012) på farsi ved Taak publikation, Afghanistan, på arabisk (2024).

- ”Book of Exodus” (2011), Diyare Ketab, Danmark, (2014), på farsi ved Taak publikation, Afghanistan (2015).
- ”Edens helvede” 2 bind (2009), Bita Book, Danmark.

### Antologier
- ”Mine yndlinge noveller” Iran,
- ”Naqshe 80” Iran,
- "Another Sea, Another Shore": Persian Stories of Migration. Ed. and trans. Shouleh Vatanabadi and Mohammad Mehdi Khorrami. Northampton, MA: Interlink Books, 2004.[3]

- "Sohrab's Wars: Counter Discourses of Contemporary Persian Fiction". Ed. and trans. Mohammad Mehdi Khorrami and Pari Shirazi. Costa Mesa, California, Mazda Publishers, Inc., 2008.

- "Herfra min verden går. 23 fleresprogede forfattere i Danmark". Copenhagen, Dansk PEN, 2009.
- "Writing from Afghanistan". Ed. and trans. Anders Widmark.
- ”Naar de stad” Holland,
- ”Cagdas Afganistan Öyküsü” Tyrkiet.

## Priser
- 2013: Nawrooz-prisen (Afghanistan), for bogen ”Book of Exodus”, den næstbedste roman.

- 2009: Nawrooz-prisen (Afghanistan), for bogen ”Desertør”, den bedste novellesamling i årti.

- 2007: Golshiri-prisen (Den mest prestigefyldte, litterære pris i Iran), for bogen "Desertør".

- 2006: Nomineret for ALOA prisen, Danmark, for bogen "Mennesker på flugt".

- 2003: Årets Flygtningekunstner, Dansk Flygtningehjælp, for bogen "Mennesker på flugt".

- 2001: Golshiri-prisen i Iran, for bogen "Mennesker på flugt".

- 2001: Pressekritikernes Pris, Iran, for bogen "Mennesker på flugt".